# Kampfgeschwader 6
La Kampfgeschwader 6  (KG 6) (6e escadron de bombardiers) est une unité de bombardiers de la Luftwaffe pendant la Seconde Guerre mondiale. 

## Opérations
Le KG 6 a opéré sur des bombardiers Junkers Ju 88A et Ju 188A/E et dans les derniers mois de la guerre sur des chasseurs Focke-Wulf Fw 190A, Messerschmitt Bf 109G/K et Messerschmitt Me 262A.
Il a été engagé dans les engagements suivants :
- Bataille du Caucase
- Bataille de Stalingrad
- Bataille de la Méditerranée
- Bataille de Tunisie
- Invasion alliée en Sicile
- Opération Steinbock
- Débarquement de Normandie
- Opération Cobra
- Bataille de Caen
- Poche de Falaise

## Organisation

### Stab. Gruppe
Formé en mai 1942 à Dinard.

En juin 1941, Stab./KG 26 est renommé Stab/Fliegerführer Nord.

Le 23 novembre 1944, le Stab./KG 26 est renommé Stab/KG(J)6.

Connu aussi comme Gefechtsverband Hogeback d'avril à mai 1945, qui a pris le contrôle des éléments du KG(J)6, KG(J)51, I. et II./KG(J)54, JG 1 et JG 7.

Geschwaderkommodore (Commandant de l'escadron) :
| Début              | Fin                | Grade          | Nom              |
| ------------------ | ------------------ | -------------- | ---------------- |
| Mai 1942           | 4 juin 1942        | Oberstleutnant | Joachim Hahn     |
| 4 juin 1942        | 1er septembre 1942 | Oberstleutnant | Wolfgang Bühring |
| 1er septembre 1942 | 11 septembre 1943  | Oberstleutnant | Walter Storp     |
| 11 septembre 1943  | 8 mai 1945         | Oberstleutnant | Hermann Hogeback |

### I. Gruppe
Formé le 1er septembre 1942 à Creil à partir du I./KG 77 avec :
- Stab I./KG 6 à partir du Stab I./KG 77
- 1./KG 6 à partir du 1./KG 77
- 2./KG 6 à partir du 2./KG 77
- 3./KG 6 à partir du 3./KG 77

Le 23 novembre 1944, le I./KG 6 est renommé I./KG(J)6.

Gruppenkommandeure (Commandant de groupe) :
| Début              | Fin               | Grade     | Nom                        |
| ------------------ | ----------------- | --------- | -------------------------- |
| 1er septembre 1942 | 9 janvier 1943    | Major     | Ernst-Günther von Scheliha |
| 9 janvier 1943     | 6 avril 1943      | Major     | Bernhard von Dobschütz     |
| 6 avril 1943       | 1er mars 1944     | Major     | Helmut Fuhrhop             |
| 1er mars 1944      | 11 juin 1944      | Hauptmann | Hans Thurner               |
| 18 juillet 1944    | 14 septembre 1944 | Major     | Karl-August von der Fecht  |
| 14 septembre 1944  | 8 mai 1945        | Hauptmann | Ernst Haller               |

### II. Gruppe
Formé le 1er septembre 1942 à Dinard à partir du KGr.106 (Küstenfliegergruppe 106 / Kampfgruppe 106) avec : 
- Stab II./KG 6 à partir du Stab I./KGr 106
- 4./KG 6 à partir du 1./KGr 106
- 5./KG 6 à partir du 2./KGr 106
- 6./KG 6 à partir du 3./KGr 106

Le 23 novembre 1944, le II./KG 6 est renommé II./KG(J)6. 
Gruppenkommandeure :
| Début              | Fin            | Grade     | Nom                    |
| ------------------ | -------------- | --------- | ---------------------- |
| 1er septembre 1942 | 12 juin 1943   | Major     | Karl Schreiner         |
| 12 juin 1943       | 3 juillet 1944 | Major     | Hans Mader             |
| 4 juillet 1944     | 25 mars 1945   | Hauptmann | Hans-Joachim Faulhaber |
| 25 mars 1945       | 8 mai 1945     | Hauptmann | Wilhelm Kunze          |

### III. Gruppe
Formé le 1er septembre 1942 à Heiligenbeil à partir du III./LG 1 avec :
- Stab I./KG 6 à partir du Stab III./LG 1
- 7./KG 6 à partir du 7./LG 1
- 8./KG 6 à partir du 8./LG 1
- 9./KG 6 à partir du 9./LG 1

Le 23 novembre 1944, le III./KG 6 est renommé III./KG(J)6.

Gruppenkommandeure :
| Début              | Fin              | Grade     | Nom                       |
| ------------------ | ---------------- | --------- | ------------------------- |
| 1er septembre 1942 | 12 août 1943     | Major     | Hermann Hogeback          |
| 3 novembre 1942    | 31 décembre 1942 | Hauptmann | Kurt Heintz (par intérim) |
| 12 août 1943       | 14 juillet 1944  | Major     | Rudolf Puchinger          |
| 12 août 1944       | 26 mars 1945     | Hauptmann | Hans Baasner (en)         |
| 26 mars 1945       | 8 mai 1945       | Hauptmann | Hans Oberdieck            |

### IV. Gruppe
Formé le 14 octobre 1941 à Ansbach comme Ergänzungsstaffel/KG 6, à partir du Erg.Kette/KGr. 606, Erg.Kette/KGr. 106 et Ausb.Staffel/Fl.Fü. Atlantik.
 
Il augmente ses effectifs pour devenir Gruppe le 1er septembre 1942 avec :
- Stab IV./KG 6 nouvellement créé
- 10./KG 6 à partir du Erg.Sta/KG 6
- 11./KG 6 nouvellement créé
- 12./KG 6 nouvellement créé

Le IV./KG 6 est dissous le 23 novembre 1944. 
Gruppenkommandeure :
| Début            | Fin              | Grade     | Nom                   |
| ---------------- | ---------------- | --------- | --------------------- |
| 20 juillet 1942  | 23 décembre 1942 | Hauptmann | Heinrich Hettchen     |
| 23 décembre 1942 | 23 novembre 1944 | Major     | Friedrich Schallmayer |

## 14. Staffel
Formé le 1er septembre 1942 à Beauvais. En décembre 1943, il est renommé 6.(F)/Aufklärungsgruppe 123.
Le 14. Staffel a testé l'avion de reconnaissance Junkers Ju 86P/R.

## 15. Staffel
Formé le 1er septembre 1942 à Chartres à partir du Erprobungskommando 17, avec des Dornier Do 217 et Heinkel He 111 de reconnaissance. Certains appareils et membres d'équipage ont été utilisés dans la poche de Stalingrad (peut-être à partir de Millerovo).

Vers la fin d'avril 1943, le 15. Staffel est renommé Stab I./KG 66.

## 16. Staffel
Formé le 1er septembre 1942 à Soesterberg à partir du Erprobungskommando Me 210. Il a testé le Messerschmitt Me 210A. Il est renommé 11./ZG 1 en octobre 1942.

## Erprobungsstaffel
Formé en août 1943 à Chievres avec des Junkers Ju 188E. Il est dissout en novembre 1943.